# Harry Källström
Harry Källström (30. lipnja 1939. – 13. srpnja 2009.) bio je švedski reli-vozač.
Nastupio je na 28 utrka svjetskog prvenstva u reliju od 1973. do 1980. Na četiri utrke je završio na pobjedničkom podiju, dok je jedinu pobjedu ostvario 1976. na Akropolis reliju u Grčkoj. Sezone 1973., na Safari Reliju u Keniji završio je utrku u istom vremenu s Mehtom, međutima pobjeda je dodijeljena Shekhar Mehti zbog boljeg vremena u početnim etapama. Bio je to prvi takav slučaj u povijesti natjecanja.
Prije osnivanja Svjetskog prvenstva u reliju pobijedio je na Reliju Velika Britanija 1969. i 1970., dok je 1969. bio Europski prvak u reliju.